# UFC Fight Night: Figueiredo vs. Benavidez 2
UFC Fight Night: Figueiredo vs. Benavidez 2 (também conhecido como UFC Fight Night 172 e UFC on ESPN+ 30) foi um evento de MMA produzido pelo Ultimate Fighting Championship no dia 18 de julho de 2020, na Yas Island em Abu Dhabi.

## Background
Este evento foi o terceiro de quatro eventos programados para ocorrer na Yas Island em julho de 2020, seguindo o UFC 251 e o UFC on ESPN: Kattar vs. Ige, com o plano de facilitar o transporte de lutadores fora dos Estados Unidos devido à pandemia do COVID-19.
Uma luta pelo cinturão peso mosca do UFC entre Deiveson Figueiredo e Joseph Benavidez foi a luta principal da noite. Devido à abdicação do cinturão dos moscas, o ex-campeão Henry Cejudo, ambos lutadores se enfrentaram em Fevereiro de 2020 no UFC Fight Night: Benavidez vs. Figueiredo. Entretanto, apesar de vencer a luta por nocaute, Figueiredo não ganhou o cinturão pois não bateu o peso.
Uma luta no peso pesado entre Sergey Spivak e Carlos Felipe foi marcada para o UFC 249, mas a luta foi retirada do card e remarcada para este evento.
Uma luta no peso meio-pesado entre Roman Dolidze e Khadis Ibragimov foi inicialmente marcado para o UFC Fight Night: Eye vs. Calvillo.
Uma luta no peso leve entre Marc Diakiese e Alan Patrick foi remarcada para este evento. Entretanto, Patrick se retirou da luta em 14 de junho e foi substituído por Rafael Fiziev.

## Resultados
Nota 1 Pelo Cinturão Peso Mosca Vago do UFC.

## Bônus da Noite
Os lutadores receberam $50.000 de bônus:
- Luta da Noite:  Rafael Fiziev vs.  Marc Diakiese
- Performance da Noite:  Ariane Lipski e  Deiveson Figueiredo